# Seth Rogen
Seth Rogen (n. 15 aprilie 1982, Vancouver, British Columbia, Canada) este un actor canadian, scenarist, comediant și producător de film. Și-a început cariera făcând stand-up comedy timp de patru ani. A câștigat al doilea loc la un concurs de comedie, Vancouver Amateur Comedy Contest, în 1998. Primul rol în lungmetraj l-a avut în pelicula Freaks and Geeks. S-a mutat după aceea la Los Angeles, dar serialul Freaks and Geeks s-a amânat din cauza ratingului prea mic. Următoarea colaborare a avut-o ca scenarist pentru show-ul Da Ali G Show, proiect pentru care a fost nominalizat la un premiu Emmy. Producătorul Judd Apatow care l-a văzut la Premiile Emmy l-a îndrumat către o carieră în cinematografie. În acest moment a primit rolul pentru filmul The 40-Year-Old Virgin, iar ca urmare a acestui succes, a urmat un altul, cu pelicula Knocked Up. A mai jucat în filmele Donnie Darko, Doar Tu și Eu. Al treilea e în plus, Zack and Miri Make a Porno, Observe and Report sau The Green Hornet. Împreună cu partenerul său, comediantul Evan Goldberg, a scris scenariile filmelor Superbad și Pineapple Express. A semnat vocile filmelor de animație Horton Hears a Who!, Kung Fu Panda și Monștri contra extratereștri.

## Filmografie
| An   | Titlu                              | Regizor | Scriitor | Producător | Note                                    |
| ---- | ---------------------------------- | ------- | -------- | ---------- | --------------------------------------- |
| 2007 | Superbad                           | Nu      | Da       | executiv   |                                         |
| 2007 | Jay and Seth Versus the Apocalypse | Nu      | Da       | Nu         | Scurtmetraj                             |
| 2008 | Drillbit Taylor                    | Nu      | Da       | Nu         |                                         |
| 2008 | Pineapple Express                  | Nu      | Da       | executiv   |                                         |
| 2011 | The Green Hornet                   | Nu      | Da       | executiv   |                                         |
| 2012 | Extra' pază-n cartier              | Nu      | Da       | Nu         |                                         |
| 2013 | This Is the End                    | Da      | Da       | Da         | Co-regizat cu Evan Goldberg             |
| 2014 | The Interview                      | Da      | Story    | Da         | Co-regizat cu Evan Goldberg             |
| 2016 | Sausage Party                      | Nu      | Da       | Da         |                                         |
| 2016 | Neighbors 2: Sorority Rising       | Nu      | Da       | Da         |                                         |
| 2017 | Bananas Town                       | Da      | Nu       | Nu         | Scurtmetraj Co-regizat cu Evan Goldberg |
| 2017 | Dumpster Diving                    | Da      | Nu       | Nu         | Scurtmetraj Co-regizat cu Evan Goldberg |

| Doar producător - The 40-Year-Old Virgin (2005) (co-producător) - 50/50 (2011) - Neighbors (2014) - The Night Before (2015) - The Disaster Artist (2017) - Blockers (2018) - Game Over, Man! (2018) - Long Shot (2019) - Good Boys (2019) - An American Pickle (2020) - Teenage Mutant Ninja Turtles (2023) - Untitled Adele Lim film (TBA) - Cobweb (TBA) - Bubble (TBA) | Doar producător executiv - Knocked Up (2007) - Funny People (2009) - The Guilt Trip (2012) |  |

### Ca actor
| An   | Titlu                                 | Rol                               | Note               |
| ---- | ------------------------------------- | --------------------------------- | ------------------ |
| 2001 | Donnie Darko                          | Ricky Danforth                    |                    |
| 2004 | Anchorman: The Legend of Ron Burgundy | Scotty the Cameraman              |                    |
| 2005 | The 40-Year-Old Virgin                | Cal                               |                    |
| 2006 | You, Me and Dupree                    | Neil                              |                    |
| 2007 | Shrek the Third                       | Ship Captain                      | Voce               |
| 2007 | Knocked Up                            | Ben Stone                         |                    |
| 2007 | Jay and Seth Versus the Apocalypse    | Seth                              | Scurtmetraj        |
| 2007 | Superbad                              | Officer Michaels                  |                    |
| 2008 | The Spiderwick Chronicles             | Hogsqueal                         | Voce               |
| 2008 | Horton Hears a Who!                   | Morton the Mouse                  | Voce               |
| 2008 | Kung Fu Panda                         | Mantis                            | Voce               |
| 2008 | Step Brothers                         | Sporting Goods Manager            | Cameo              |
| 2008 | Pineapple Express                     | Dale Denton                       |                    |
| 2008 | Zack and Miri Make a Porno            | Zack Brown                        |                    |
| 2009 | Fanboys                               | Admiral Seasholtz, Alien, Roach   |                    |
| 2009 | Monsters vs. Aliens                   | B.O.B.                            | Voce               |
| 2009 | Observe and Report                    | Ronnie Barnhardt                  |                    |
| 2009 | Funny People                          | Ira Wright                        |                    |
| 2009 | B.O.B.'s Big Break                    | B.O.B.                            | Scurtmetraj, Voce  |
| 2009 | Paper Heart                           | Rolul său                         | Cameo              |
| 2011 | The Green Hornet                      | Britt Reid / The Green Hornet     |                    |
| 2011 | Paul                                  | Paul                              | Voce               |
| 2011 | Kung Fu Panda 2                       | Mantis                            | Voce               |
| 2011 | 50/50                                 | Kyle Hirons                       |                    |
| 2011 | Take This Waltz                       | Lou Rubin                         |                    |
| 2011 | Kung Fu Panda: Secrets of the Masters | Mantis                            | Scurtmetraj, Voce  |
| 2011 | Night of the Living Carrots           | B.O.B.                            | Scurtmetraj, Voce  |
| 2012 | For a Good Time, Call...              | Jerry                             | Cameo              |
| 2012 | The Guilt Trip                        | Andy Brewster                     |                    |
| 2013 | This Is the End                       | Rolul său                         |                    |
| 2014 | Neighbors                             | Mac Radner                        |                    |
| 2014 | 22 Jump Street                        | Morton Schmidt                    | nemenționat, cameo |
| 2014 | The Sound and the Fury                | Telegraph Operator                | Cameo              |
| 2014 | The Interview                         | Aaron Rapoport                    |                    |
| 2015 | Steve Jobs                            | Steve Wozniak                     |                    |
| 2015 | The Night Before                      | Isaac                             |                    |
| 2015 | Kung Fu Panda: Secrets of the Scroll  | Mantis                            | Scurtmetraj, Voce  |
| 2015 | Being Canadian                        | Rolul său                         | Documentar         |
| 2016 | Kung Fu Panda 3                       | Mantis                            | Voce               |
| 2016 | Neighbors 2: Sorority Rising          | Mac Radner                        |                    |
| 2016 | Sausage Party                         | Frank, Sergeant Pepper            | Voce               |
| 2017 | The Disaster Artist                   | Sandy Schklair                    |                    |
| 2018 | Arizona                               | Gary                              | nemenționat, cameo |
| 2018 | Like Father                           | Jeff                              |                    |
| 2019 | Long Shot                             | Fred Flarsky                      |                    |
| 2019 | The Lion King                         | Pumbaa                            | Voce               |
| 2019 | Zeroville                             | Viking Man                        |                    |
| 2020 | An American Pickle                    | Herschel Greenbaum, Ben Greenbaum |                    |
| 2022 | Chip 'n Dale: Rescue Rangers          | Bob, Pumbaa, Mantis, B.O.B.       | Voce               |
| 2022 | The Fabelmans                         |                                   | Post-producție     |
| 2023 | Untitled Mario film                   | Donkey Kong                       | Voce; în producție |
| 2023 | Being Mortal                          |                                   | Filmări            |